# Дацко Ігор Юрійович
І́гор Ю́рійович Дацко́ (1 жовтня 1926, м. Яворів — 12 березня 2001, м. Яворів) — громадсько-просвітянський діяч періоду нової доби відродження України. 

## Життєпис
Син Юрія Дацка та Дарії із Загаєвичів. Початкову освіту здобув у школі при монастирі Сестер Василіянок, а 5 і 6 класи навчався у школі ім. Т. Шевченка в Яворові. У 1935—1941 рр. оволодівав навичками гри на скрипці у Яворівській філії Львівського Вищого музичного інституту ім. М. Лисенка. З 1938 р. навчався у Яворівській гімназії ім. О. Маковея.
У 1941 р. за співпрацю з ОУН був заарештований гестапівцями. У 1942—1944 рр. навчався в учительській семінарії. У 1942 р., виконуючи разом з товаришем завдання ОУН, натрапив на німецького офіцера, який жорстоко побив його. У червні 1944 р. вступив у юнацькі формування дивізії «Галичина» та був відправлений на військовий вишкіл у таборі «Мальта» в Коринтії, звідки пізніше служив у складі протиповітряного формування до місцевості Філлах у Австрії. У жовтні 1944 р. брав участь у бойових діях в Словаччині, в січні 1945 p. — у Польщі. Переніс обмороження ніг, лікувався у Щеціні. Під час празької наступальної операції радянських військ у 1945 р. знову брав участь в бойових діях. Після окупації Праги радянськими військами, був мобілізований до лав радянської армії (1945–1950). 
У 1953–1956 рр. навчався у Львівському учительському інституті, у 1965–1968 рр. — на заочному відділенні Київського державного педагогічного інституту іноземних мов. Добре володів іноземними мовами, зокрема, англійською, польською, німецькою та російською. У 1950—1962 рр. викладав німецьку мову у семирічній школі с. Залужжя, де електрифікував та радіофікував школу, організував першу в районі шкільну кіноустановку. З 1962 р. викладав англійську мову, а також був організатором позакласної та позашкільної роботи. Упродовж 1973—1987 рр. — директором Яворівської середньої школи № 1 ім. О. Маковея. У цей період здійснив добудову школи, створив замкнуту систему телебачення, базу для навчання автосправи. З метою виховання учнів в дусі патріотизму, любові до рідної землі,  організовував для них екскурсії до Києва, Канева, Берестечка та Карпат.
Неодноразово з 1971 р. обирався депутатом міської ради народних депутатів. Багаторічний учасник самодіяльного народного хору «Яворівщина» районного Будинку культури. У 1988 р. був у числі ініціаторів створення суспільно-культурного товариства ім. О. Маковея у Яворові та був обраний його головою. Діяльність товариства (концерти «Слово рідне, мово рідна», Шевченківські вечори, реставрація історичних пам'яток тощо) стала причиною переслідування його активістів і, зокрема, голови з боку райкому КПРС та КДБ СРСР. З 1989 р. член товариства української мови ім. Т. Шевченка. Згодом СКТ ім. О. Маковея стало колективним членом Товариства української мови ім. Т. Шевченка. У 1992 р. Ігор Дацко обраний головою районного об'єднання товариства «Просвіта». Співпрацював з районним проводом НРУ як член проводу. 22 січня 1990 р. у складі великої групи яворівців брав участь у вікопомному Ланцюгу Єднання. 
У 1990 р. обраний депутатом та головою Яворівської міської ради народних депутатів. Одною з перших, прийнятих тоді міськвиконкомом, була ухвала про демонтаж пам'ятника В. Леніну у Яворові. У 1991 р. взявся і в 1992 р. завершив реставрацію Народного Дому в Яворові, відтак, відновивши внутрішні приміщення, організовував тут просвітницько-краєзнавчі заходи. Дбав про прискорення створення музею-садиби Осипа Маковея у Яворові. До 20 грудня 1993 р. працював директором Народного Дому. З 24 квітня 1993 р. член КУН. У листопаді 1996 р. на звітно-виборних зборах передав головування «Просвітою» молодим та обраний почесним головою районного об'єднання Товариства «Просвіта». З 1991 р. очолив ветеранську організацію, яка у 1997 р. перейменована у районне відділення Всеукраїнського об'єднання ветеранів. У 1999 р. створив відеострічку про патріотів Яворівщини (УСС, УПА), які загинули у боротьбі за волю України. У 2000 р. обраний головою музейної ради, створеної з метою відродження музею «Яворівщина». Впродовж 1988–2000 рр. опублікував у районному часописі «Яворівщина» понад 50 матеріалів патріотичного, просвітницького характеру.
Помер 12 березня 2001 р. у своїй яворівській квартирі по вул. Лесі Українки після тримісячної виснажливої боротьби із хворобою раку. Похований при великому згромадженню людей на заміському цвинтарі. Прощальні промови над труною виголошували голова райдержадміністрації Степан Лукашик, голова Яворівської станиці Братства воїнів УПА Роман Хархаліс.